# Strongylothallus scutatus
Strongylothallus scutatus är en svampart som beskrevs av Bat., Cif. & C.A.A. Costa 1959. Strongylothallus scutatus ingår i släktet Strongylothallus, divisionen sporsäcksvampar och riket svampar.   Inga underarter finns listade i Catalogue of Life.